# ستانتون تي فريدمان
ستانتون تي فريدمان (بالإنجليزية: Stanton Friedman)‏ هو يوفولوجي ‏ وفيزيائي أمريكي وكندي، ولد في 29 يوليو 1934 في إليزابيث في الولايات المتحدة، وتوفي في 13 مايو 2019 في مطار تورونتو بيرسون الدولي في كندا.

## وصلات خارجية
- الموقع الرسمي
- ستانتون تي فريدمان على موقع IMDb (الإنجليزية)
- ستانتون تي فريدمان على موقع ميوزك برينز (الإنجليزية)